# Manuel Schotté
 (mars 2023).
La mise en forme du texte ne suit pas les recommandations de Wikipédia : il faut le « wikifier ».
Les points d'amélioration suivants sont les cas les plus fréquents :
- Les titres sont pré-formatés par le logiciel. Ils ne sont ni en capitales, ni en gras.
- Le texte ne doit pas être écrit en capitales (les noms de famille non plus), ni en gras, ni en italique, ni en « petit »…
- Le gras n'est utilisé que pour surligner le titre de l'article dans l'introduction, une seule fois.
- L'italique est rarement utilisé : mots en langue étrangère, titres d'œuvres, noms de bateaux, etc.
- Les citations ne sont pas en italique mais en corps de texte normal. Elles sont entourées par des guillemets français : « et ».
- Les listes à puces sont à éviter, des paragraphes rédigés étant largement préférés. Les tableaux sont à réserver à la présentation de données structurées (résultats, etc.).
- Les appels de note de bas de page (petits chiffres en exposant, introduits par l'outil «  Source ») sont à placer entre la fin de phrase et le point final[comme ça].
- Les liens internes (vers d'autres articles de Wikipédia) sont à choisir avec parcimonie. Créez des liens vers des articles approfondissant le sujet. Les termes génériques sans rapport avec le sujet sont à éviter, ainsi que les répétitions de liens vers un même terme.
- Les liens externes sont à placer uniquement dans une section « Liens externes », à la fin de l'article. Ces liens sont à choisir avec parcimonie suivant les règles définies. Si un lien sert de source à l'article, son insertion dans le texte est à faire par les notes de bas de page.
- La présentation des références doit suivre les conventions bibliographiques. Il est recommandé d'utiliser les modèles {{Ouvrage}}, {{Chapitre}}, {{Article}}, {{Lien web}} et/ou {{Bibliographie}}. Le mode d'édition visuel peut mettre en forme automatiquement les références.
- Insérer une infobox (cadre d'informations à droite) n'est pas obligatoire pour parachever la mise en page.

Pour une aide détaillée, merci de consulter Aide:Wikification.
Si vous pensez que ces points ont été résolus, vous pouvez retirer ce bandeau et améliorer la mise en forme d'un autre article.
Manuel Schotté est un sociologue français spécialisé dans la sociologie du sport.

## Biographie

### Formation
Né à Armentières en 1976, Manuel Schotté a étudié la sociologie dans une licence STAPS par laquelle il a publié son premier article scientifique en 2002 intitulé "Réussite sportive et idéologie du don. La “domination” des coureurs marocains dans l’athlétisme français (1980-2000)".
Le 1er octobre 2005, il soutient son doctorat dont le titre est "Destins singuliers. La domination des coureurs marocains dans l’athlétisme français" à l'Université Paris X-Nanterre. Il obtient les félicitations du jury et une mention très honorable.

### Vie professionnelle
Le 1er février 2007, il devient maître de conférences à l'Université Lille-II pour la Faculté des sciences du sport et de l’éducation physique.
En février 2008, Manuel Schotté publie son premier livre avec Sébastien Fleuriel, intitulé Sportifs en danger. La condition des travailleurs sportifs,. Il fait alors partie de la Société de sociologie du sport de langue française (3SLF), créée en 2001. Deux ans plus tard, les deux auteurs organisent par l'intermédiaire de la 3SLF une conférence autour du monde sportif.
Entre 2012 et 2020, Manuel Schotté est responsable de plusieurs comités éditoriaux/de rédaction et membre de plusieurs groupes scientifiques autour de la sociologie.
Entre 2019 et 2021, il est directeur d'études des premières années de master de sociologie, à l'Université de Lille. Depuis 2021, il est directeur d'études de la première année de licence de sociologie située à Lille-I, campus Cité Scientifique. 

## Publications

### Livres
- Manuel Schotté et Sébastien Fleuriel, Sportifs en danger. La condition des travailleurs sportifs, Editions du Croquant, coll. « Savoir/Agir », 30 mars 2008, 109 p. (ISBN 9782914968386)
- Manuel Schotté, La construction du "talent". Sociologie de la domination des coureurs marocains, Raisons d'Agir, coll. « Cours et travaux », 1er janvier 2012, 256 p. (ISBN 978-2-912107-68-8)
- Manuel Schotté, La valeur du footballeur. Socio-histoire d'une production collective, Paris, CNRS Éditions, 2022, 333 p.  (ISBN 978-2-271-13702-9)

### Articles
- Manuel Schotté, STAPS : Réussite sportive et idéologie du don. La “domination” des coureurs marocains dans l’athlétisme français (1980-2000) (no 57), 2002, 16 p. (lire en ligne), p. 21-37
- Manuel Schotté et C. Chimot, Regards sociologiques : Travailler dans une organisation sportive. Entre engagement passionné et investissement professionnel (no 32), 2006, 10 p., p. 97-107
- Manuel Schotté et C. Erard, Leisure and Society : Retour sur une “contribution” coloniale. Le succès des coureurs nord-africains dans l’athlétisme français des années 1950, vol. 29, 2007, 25 p., p. 423-448
- Manuel Schotté, Agone : Le lièvre en athlétisme. Conditions d’adhésion à un rôle relégué dans un univers vocationnel (no 37), 2007, p. 151-162
- Manuel Schotté, Migrations Société : La construction d’un espace international de migrations sportives : les coureurs marocains en France, vol. 19 (no 110), 2007, 12 p., p. 69-80
- Manuel Schotté, La condition athlétique. Ethnographie du quotidien de coureurs professionnels immigrés : Genèses (no 71), 2008, 21 p., p. 84-105
- Manuel Schotté, Sociétés contemporaines : Les migrations athlétiques comme révélateur de l’ancrage national du sport. Les coureurs africains dans l’athlétisme européen (no 69), 2008, 23 p., p. 101-124
- Manuel Schotté et Sébastien Fleuriel, Sciences Sociales et Sport : La reconversion paradoxale des sportifs français. Premiers enseignements d’une enquête sur les sélectionnés olympiques de 1972 et 1992 (no 4), 2011, 25 p., p. 115-140
- (en) Manuel Schotté et Sébastien Fleuriel, The International Journal of the History of Sport : The condition of high-performance athletes in France since the Mazeaud Law of 1975, vol. 28 (no 18), 2011, 18 p., p. 2707-2725
- Manuel Schotté et Sébastien Fleuriel, Sciences Sociales et Sport : Mobilisations sportives, mobilisations collectives : conditions de possibilité et d’impossibilité (no 5), 2012, 4 p., p. 119-122
- Manuel Schotté et Sébastien Fleuriel, Espaces Marx : Le contractuel, l'entrepreneur, l'assisté : trois figures du travailleur sportif (no 33), 2013, 8 p., p. 43-51
- Manuel Schotté, Genèses : Le don, le génie et le talent. Critique de l'approche de Pierre-Michel Menger (no 93), 2013, 20 p., p. 144-164
- Manuel Schotté, Revue française de socio-économie : La structuration du football professionnel européen. Les fondements sociaux de la prévalence de la “spécificité sportive” (no 13), 2014, 21 p., p. 85-106
- Manuel Schotté, Actes de la recherche en sciences sociales : Dans la course. La construction d'une hiérarchie en action (no 209), 2015, 15 p., p. 100-115
- Manuel Schotté, Dominique Marchetti, Frédéric Rasera et Karim Souanef, Actes de la recherche en sciences sociales : Les enjeux sociaux des classements sportifs (no 209), 2015, 5 p., p. 4-9
- Manuel Schotté et Sébastien Fleuriel, Sociologie du travail : Des sportifs sans qualité ? Genèse du modèle étatique de production de l'élite sportive française, vol. 57 (no 4), 2015, 23 p., p. 422-445
- Manuel Schotté, Revue européenne des sciences sociales : Les possibles corporels : support biologique, déterminations sociales, vol. 54 (no 1), 2016, 19 p., p. 201-220
- Manuel Schotté, Le Mouvement social : “Ils sont les artistes du spectacle sportif”. Quand la rémunération des footballeurs professionnels français se constitue en enjeu fiscal (années 1970-1980) (no 254), 2016, 14 p., p. 117-131
- Manuel Schotté et Sébastien Fleuriel, Le Mouvement social : Dépasser l'alternative amateurs/professionnels. Programme pour une histoire sociale des sportifs au travail (no 254), 2016, 9 p., p. 3-12
- Manuel Schotté, Sociétés contemporaines : Classer des élèves, classer des coureurs. Les hiérarchies dans les institutions d'excellence [« Ranking Students and Ranking Runners: Hierarchies in Institutions of Excellence »] (no 102), 2016, 17 p., p. 45-73
- Manuel Schotté, Julien Bertrand, Christel Coton, Muriel Darmon, Wilfried Lignier, Sabrina Nouiri-Mangold et Paul Pasquali, Sociétés contemporaines : Les classements dans les institutions de formation, 2016, 12 p., p. 5-17
- Manuel Schotté, Genèses : Excellences corporelles (no 103), 2016, 3 p., p. 3-6
- Manuel Schotté, Marché et organisations : “Acheter” et “vendre” des joueurs. L'institution du transfert dans le football professionnel (no 27), 2016, 16 p., p. 149-165
- Manuel Schotté (au sein du collectif Candela), Ethnographiques.org, 2016 : Comment vit un “orchestre sans chef” ? Retour sur une enquête collective (no 32), 2016
- Manuel Schotté, Politix : Monter en première division. Trajectoires de notabilisation des présidents de clubs de football professionnel (1960-1999) (no 114), 2016, 21 p., p. 99-120
- Manuel Schotté, Sensibilités : L'économie de la grandeur (no 1), 2016, 11 p., p. 26-37
- Manuel Schotté (au sein du collectif Candela), Cultures & Conflits : Pour une sociologie politique de la nuit (no 105-106), 2017, 20 p., p. 7-27
- Manuel Schotté, Revue d’histoire : “Les footballeurs sont des esclaves”. Les ressorts du succès de la mobilisation de l’Union nationale des footballeurs professionnels (1961-1973) (no 149), 2021, 13 p., p. 47-60
- Manuel Schotté, Le sport en jeu. Marchandisation, politisation, professionnalisation. : La fabrique sociale de la performance sportive, Regards croisés sur l'économie (no 35(2)), 2024, 9 p. (lire en ligne), p. 24-33